# Onomo Hôtel Conakry
Onomo Hôtel de Conakry est un hôtel situé à Conakry en Guinée. Il a été inauguré en octobre 2018 mais est exploité depuis 2017. L'hôtel est doté de 123 chambres.

## L'hôtel
La construction de l'hôtel a nécessité un investissement de 23 millions d'euro. La construction de l'hôtel a été financée par des investisseurs chinois. Selon le gouvernement guinéen, la construction de cet hôtel participe au développement touristique de la Guinée en augmentant le nombre de chambres qualitatives disponibles.
L'exploitation de l'hôtel commence en 2017. Il est cependant inauguré en octobre 2018 en présence du président de la Guinée, Alpha Condé,.
L'hôtel est doté de 123 chambres, de deux restaurants, d'une piscine à débordement ainsi que d'un jardin exotique,.
Au printemps 2020, dans le cadre de la pandémie à coronavirus, il est réquisitionné par le gouvernement guinéen pour confiner les voyageurs en provenance de l'étranger,,. Le dispositif sanitaire de l'hôtel est certifié par le bureau Veritas.

### Articles liés
- Noom Hôtel Conakry
- Hôtel Kaloum